# Pierre Kanstrup
Pierre Kanstrup, né le 21 février 1989, est un footballeur danois. Il évolue au Vålerenga au poste de défenseur central.

## Biographie
Pierre Kanstrup est sélectionné dans quasiment toutes les catégories nationales de jeunes, des moins de 16 ans jusqu'aux espoirs.
Il joue un match en Coupe de l'UEFA avec le Brøndby IF.
Lors de la saison 2016-2017, il joue six matchs en Ligue Europa avec le club de SønderjyskE.

## Palmarès
Néant